# Bahjoi
Bahjoi là một thành phố và là nơi đặt ban đô thị (municipal board) của quận Moradabad thuộc bang Uttar Pradesh, Ấn Độ.

## Địa lý
Bahjoi có vị trí 28°24′B 78°37′Đ / 28,4°B 78,62°Đ Nó có độ cao trung bình là 192 mét (629 foot).

## Nhân khẩu
Theo điều tra dân số năm 2001 của Ấn Độ, Bahjoi có dân số 29.993 người. Phái nam chiếm 52% tổng số dân và phái nữ chiếm 48%. Bahjoi có tỷ lệ 52% biết đọc biết viết, thấp hơn tỷ lệ trung bình toàn quốc là 59,5%: tỷ lệ cho phái nam là 59%, và tỷ lệ cho phái nữ là 44%. Tại Bahjoi, 18% dân số nhỏ hơn 6 tuổi.